# Patrik Carlsson
Patrik Carlsson, född 3 november 1987 i Kungälv, är en svensk professionell ishockeyspelare som spelar som högerforward för Frölunda HC i SHL.

## Klubbar
- Kungälv IK (moderklubb)
- Frölunda HC 2003–2007
- Växjö Lakers 2007–2009
- Leksands IF 2009–2010
- Södertälje SK 2010–2011
- HV71 2011–2015
- Frölunda HC 2015-2017
- HIFK Hockey 2017-2018
- Frölunda HC 2018- (Nuvarande)